# Боресков, Георгий Константинович
Гео́ргий Константи́нович Боре́сков (20 апреля 1907 года — 12 августа 1984 года) — советский химик и инженер, организатор науки. Академик АН СССР (1966), Герой Социалистического Труда (1967).

## Биография
Родился 7 (20 апреля) 1907 года в Омске в семье потомственных военных: его дед — Михаил Матвеевич Боресков — генерал-лейтенант русской армии — первым применил в минном деле новую отрасль знаний — электротехнику и разработал особую формулу для расчётов взрывных зарядов, применяющуюся, с незначительными корректировками, до сих пор. Военным был и отец будущего учёного — Константин Михайлович Боресков. Происходивший из старинной дворянской фамилии, он был одним из первых военных лётчиков России, служив в 1-м Восточно-Сибирском воздухоплавательном батальоне. Мать — Ида Петровна Борескова-Патон (урождённая Домбран, 1878—1956) — происходила из интеллигентской преподавательской семьи. Она владела несколькими языками, хорошо разбиралась в музыке.
Детство Георгия Константиновича прошло в Одессе, куда по службе переезжает семья. В 1916 году родители разводятся, и отчимом Георгия Константиновича становится Николай Александрович Патон — полковник русской армии, военный инженер.
Подобное окружение ни могло не сказаться на выборе Г. К. Боресковым своей жизненной стези. Уже с детства он увлекается техническими науками и, в особенности, химией. Именно поэтому он поступает в профшколу (бывшее реальное училище), которую заканчивает в 1924 году. Четыре года спустя он заканчивает обучение в Одесском химическом институте (по специальности «основные химические производства»), выпустившем многих известных советских химиков — например, Д. Л. Талмуда, известного своими фундаментальными исследованиями свойств белков. Что же касается Г. К. Борескова, то он выбирает своим научным направлением катализ.
Так как молодой учёный уже в институте отлично себя проявил, его принимают на должность научного сотрудника в лабораторию катализа Одесского химико-радиологического института. Руководителем лаборатории в этот период являлся профессор И. Е. Ададуров, известный своими исследованиями в сфере создания катализаторов. Г. К. Боресков активно включается под его руководством в работу подразделения, и уже в первый год издаёт совместно с И. Е. Ададуровым шесть научных статей в «Журнале химической промышленности». Уже тогда он начинает формировать собственную концепцию катализа, основанную на химической природе этого явления. В 1932 году Г. К. Боресков возглавил лабораторию катализа в Одесском химико-радиологическом институте, главой которой он оставался до 1937 года, и почти одновременно — кафедру процессов и аппаратов в Одесском химико-технологическом институте, не будучи даже кандидатом наук.
Одним из ключевых направлений химической промышленности того времени, активно мобилизованной для нужд индустриализации, являлось сернокислотное, составляющее основу многих иных химических процессов. Ключевой проблемой при этом являлось вынужденное использование дорогих и крайне неустойчивых к внешним воздействиям платиновых катализаторов, применявшихся в реакциях с участием серы и её производных. Именно к данной проблеме обращается учёный. Его лаборатория приступает к тщательному изучению каталитических свойств и потенциала других элементов, и постепенно склоняется к использованию ванадия. Именно на его основе создаются новые катализаторы — барий-алюмо-ванадиевый (БАВ) и барий-олово-ванадиевый (БОВ). Уже к 1932 году на Константиновском химическом комбинате имени И. В. Сталина был запущен первый экспериментальный ванадиевый катализатор, мгновенно сделавший производство много более продуктивным и менее затратным. В качестве признания заслуг учёного, в 1937 году ему, без защиты диссертации, присваивается учёная степень кандидата химических наук. Кроме того, лаборатория Георгия Константиновича была переведена в Москву, сначала в Научно-исследовательский институт удобрений и инсектофунгицидов (1937—1946), а затем в Научно-исследовательский физико-химический институт имени Л. Я. Карпова (1946—1959). Одновременно, он являлся заведующим кафедрой разделения и применения изотопов Московского химико-технологического института имени Д. И. Менделеева. Здесь продолжались его работы в области катализа. На новых материалах исследований Г. К. Боресков защищает в 1946 году докторскую диссертацию по теме «Теория сернокислотного катализа», получая звание профессора. Тогда же учёный начинает работать над одной из главных своих монографий — «Катализ в производстве серной кислоты», изданной уже в 1954 году.
Постепенно у Борескова складывается собственная теория катализа. Окончательно она оформилась в 1953 году, и была оглашена на Всесоюзном совещании по гетерогенному катализу в рамках доклада «Механизм действия твёрдых катализаторов». Суть подхода учёного заключалась в том, что удельная каталитическая активность постоянна, и реакционная среда играет определяющую роль для свойств катализатора. Несмотря на кажущуюся простоту, теория вызвала значительные научные споры.

Мемориальная доска на здании Института катализа

Постановление правительства о необходимости создания научного центра в Сибири Г. К. Боресков, как и многие другие учёные, встречает с энтузиазмом. Он становится инициатором создания специализированного Института катализа СО АН СССР и первым его директором, на посту которого учёный оставался вплоть до своей смерти. Активно участвуя в развитии химическом науки в целом, Боресков возглавил также Объединённый учёный совет по химическим наукам. Участвовал учёный и в деятельности Президиума СО АН СССР. Институт катализа под его руководством продолжал изыскания в сфере каталитических реакций. Были выделены их ключевые типы — стадийный и слитный, установлено влияние кислорода на каталитические процессы. Постепенно были выработаны постулаты, названные позже «правилом Борескова» о примерном постоянстве удельной каталитической активности веществ одинакового химического состава и структуры независимо от способа их приготовления. C 1960-х годов Институт занимался вопросами полимеризации. Продолжались и исследования в сфере сернокислотного производства — через изучение воздействия соединений серы на гетерогенные катализаторы последние впервые были изучены на атомно-молекулярном уровне. На основе этого в конце 1970-х — начале 1980-х годов создаётся катализатор ИК-1-6. В 1979 году под руководством Г. К. Борескова создаётся молибденовый катализатор, активно применявшийся для очистки газов. Член-корреспондент АН СССР (физическая химия) с 28 марта 1958 года, академик АН СССР по отделению физикохимии и технологии неорганических материалов с 1 июля 1966 года. Основное направление научных интересов — природа катализа как чисто химического явления. В 1958—1984 годах — директор Института катализа в Новосибирске.

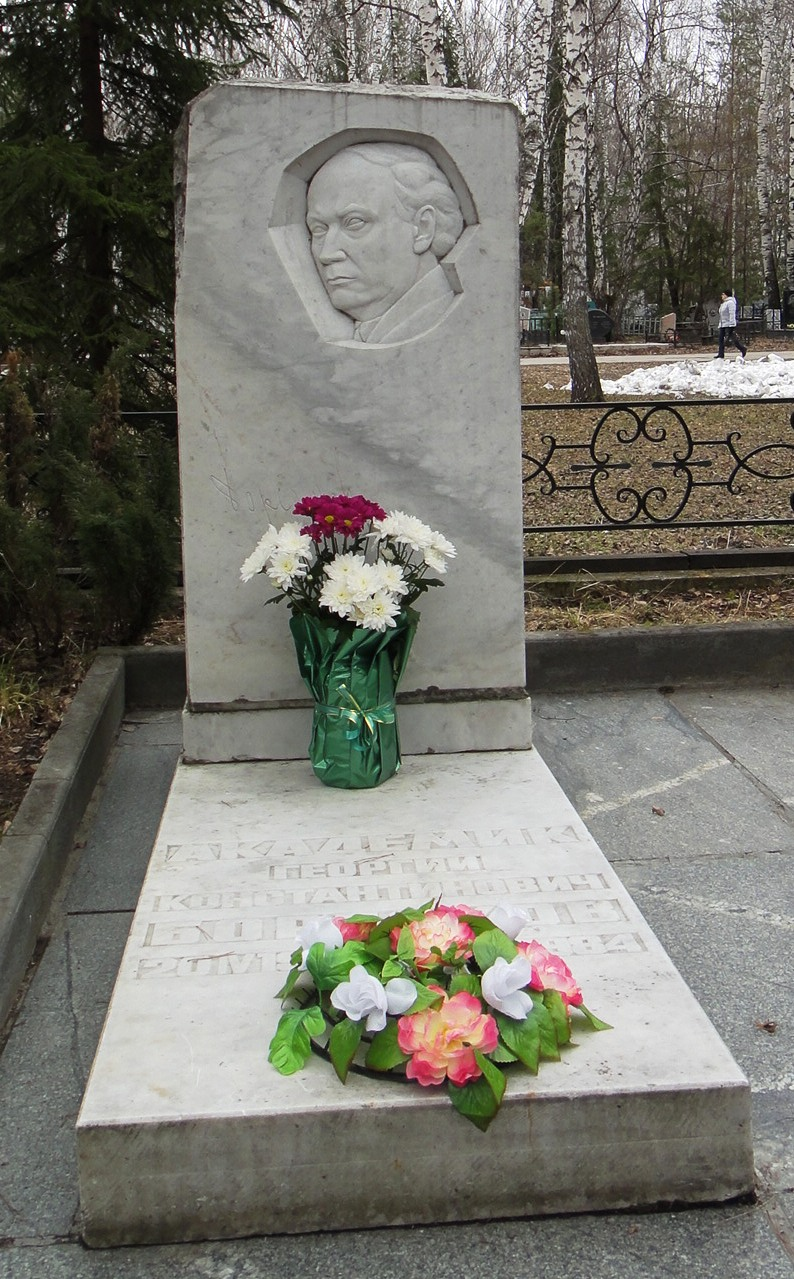
Могила Борескова

Принимал самое активное участие в работе своего института вплоть до своей смерти 12 августа 1984 года.
Похоронен на Южном (Чербузинском) кладбище в Новосибирске.

## Педагогическая и организаторская деятельность
Достаточно рано Г. К. Боресков стал известен и как талантливый педагог. В самом начале работы в Одесском химико-технологическом институте он читал курсы «Процессы и аппараты химической технологии» и «Кинетика и катализ», заслужившие высокие оценки коллег. В течение 11 лет (1949—1959) учёный руководил кафедрой разделения и применения изотопов в Московском химико-технологическом институте имени Д. И. Менделеева, внеся существенный вклад в подготовку кадров физикохимиков для атомной энергетики, пережившей в этот период становление в качестве самостоятельной научной дисциплины и отрасли советской промышленности. Им были созданы новые курсы «Теория и технология разделения изотопов» и «Применение изотопов в научных исследованиях и в промышленности». В 1962 году Боресков основал кафедру катализа и адсорбции в Новосибирском государственном университете. Прочитанный им на кафедре и опубликованный в 1971 году основной курс «Катализ» долгое время оставался классическим, претерпевая лишь незначительные изменения, связанные с новыми открытиями в теории катализа.
Г. К. Боресков был крупным организатором науки. Как председатель научных советов по катализу при Государственном комитете Совета Министров СССР по науке и технике и секции Президиума АН СССР он выполнял значительную организационную работу по координации научных исследований по катализу в СССР. По его инициативе вблизи Академгородка в 1970 году было создано Специальное конструкторское бюро катализаторов МХП СССР (ныне — ОАО «Катализатор»), в задачу которого входило создание крупных опытных партий катализаторов и их испытание в промышленном масштабе. Г. К. Борескову принадлежала инициатива создания в 1978 году в Омске Отдела каталитических превращений углеводородов, преобразованного затем в Омский филиал Института и получившего в 2004 году статус Института проблем переработки углеводородов СО РАН.
Именно в период руководства Г. К. Борескова, Институт катализа СО АН СССР был награждён орденом Трудового Красного Знамени (1969 и международной премией «Золотой Меркурий» (1980).
Большая работа проводилась Г. К. Боресковым по налаживанию научных контактов с учёными зарубежных стран: были организованы советско-японский и советско-французский семинары по катализу, поддерживался научный обмен с учёными США, ФРГ, Италии, Бельгии и других стран. Он возглавлял многостороннее сотрудничество социалистических стран в области фундаментального и прикладного катализа.
Г. К. Боресков был организатором и главным редактором журналов «Кинетика и катализ» и «Reaction Kinetics and Catalysis Letters», членом редколлегий наиболее авторитетных международных изданий по катализу — «Applied Catalysis», «Advances in Catalysis», «Catalysis Reviews — Chem. Eng.»

## Семья
- Сын — Боресков Константин Георгиевич, д.ф.м.н., сотрудник Института теоретической и экспериментальной физики имени А. И. Алиханова НИЦ «Курчатовский Институт»[3].
- Дочь — Борескова Елена Георгиевна[источник не указан 75 дней].

## Научные труды
Полная библиография учёного составлена сотрудниками Отделения ГПНТБ СО РАН и представлена в посвящённом ему разделе проекта «Научные школы ННЦ СО РАН».

## Награды и премии
- О мировом признании открытий и изобретений Г. К. Борескова говорит то, что он являлся иностранным членом национальной академии наук ГДР, почётным членом Нью-Йоркской Академии наук, почётным доктором honoris causa Вроцлавского политехнического института и Университета г. Пуатье (Франция). В 1972—1976 годах занимал должность президента Международного конгресса по катализу.
- Орден Ленина (29 апреля 1967)[1]— за заслуги в развитии химической науки и её успешное приложение к промышленности, за активное участие в создании Новосибирского научного центра
- Орден Ленина (17 сентября 1975)
- Орден Ленина (30 июня 1982)
- орден Трудового Красного Знамени (1952)
- орден «Знак Почёта» (1944) — за цикл работ по сернокислотному катализу
- медали
- орден «Кирилл и Мефодий» (Болгария)
- Сталинская премия III степени (10 апреля 1942) — за разработку способа интенсификации контактных аппаратов и новой схемы производства контактной серной кислоты
- Сталинская премия II степени (1953) — за разработку новых каталитических процессов по спецзаданию правительства, связанному с нуждами советского ВПК
- Государственная премия УССР (1970) — за разработку новых каталитических процессов по спецзаданию правительства, связанному с нуждами советского ВПК
- Герой Социалистического Труда (29 апреля 1967)[1]— за заслуги в развитии химической науки и её успешное приложение к промышленности, за активное участие в создании Новосибирского научного центра
- две Золотые медали ВДНХ

## Память
- Память об учёном увековечена в его родном институте.
- В июне 1987 года в Институте катализа СО АН СССР была учреждена мемориальная комната Г. К. Борескова. Фонды для неё были предоставлены вдовой учёного Мариной Васильевной Чайкиной-Боресковой и сотрудниками института. В этом же году впервые была проведена ставшая затем традиционной международная конференция «Современные проблемы катализа»[5].
- На здании Института катализа им. Г. К. Борескова СО РАН установлена мемориальная доска.
- Учреждена премия имени Г. К. Борескова для молодых учёных Сибирского отделения РАН.